# Emile Thubron
Emile Thubron (The Boldons, 15 de julio de 1861 - 22 de mayo de 1927) fue un atleta inglés que compitió en pruebas de motonáutica por Francia. Su nombre real era Ernest Blakelock Thubron.
Thubron obtuvo la medalla de oro olímpica, conquistada en los Juegos Olímpicos de Londres 1908. En esta ocasión, conquistó en la prueba clase A abierta. Esa fue la primera y última edición de esta disciplina en las Olimpíadas.